# Fink Meets the Royal Concertgebouw Orchestra
Fink Meets the Royal Concertgebouw Orchestra – album koncertowy brytyjskiego muzyka i wokalisty Finka, nagrany wraz z Koninklijk Concertgebouworkest w Amsterdamie i wydany 14 października 2013 roku nakładem wytwórni płytowej Ninja Tune.
Album dotarł do 159. miejsca we flandryjskim zestawieniu Ultratop 50, 118. w walońskim oraz 78. w holenderskim MegaCharts.

## Lista utworów
Opracowano na podstawie materiału źródłowego.
1. „Berlin Sunrise” (Fink oraz Royal Concertgebouw Orchestra) – 6:32
2. „Yesterday Was Hard on All of Us” (Fink oraz Royal Concertgebouw Orchestra) – 5:36
3. „What Power Art Thou” (Fink oraz Royal Concertgebouw Orchestra) – 3:14
4. „The Infernal Machine” (Royal Concertgebouw Orchestra) – 6:00
5. „Wheels” (Fink) – 5:05
6. „This Is the Thing” (Fink) – 6:04
7. „The Unanswered Question” (Royal Concertgebouw Orchestra) – 6:56
8. „Perfect Darkness” (Fink oraz Royal Concertgebouw Orchestra) – 8:14
9. „Sort of Revolution” (Fink oraz Royal Concertgebouw Orchestra) – 9:56